# Gabriel Le Doze
Gabriel Le Doze est un acteur français, né le 20 décembre 1952.

## Biographie

### Jeunesse
C'est à l'âge de onze ans, après avoir assisté à l'interprétation de Pierre Fresnay dans Le Neveu de Rameau au théâtre de la Michodière (pièce qu'il jouera à son tour), que Gabriel Le Doze, fasciné, décide d'en faire son métier.

### Carrière
Plus tard, il rencontre Jean-Pierre Malardé, qui l'invite à l'accompagner sur les plateaux de doublage. Il débutera sur la série Bonanza, où il prête sa voix à Michael Landon.
Alternant entre théâtre et doublage, il est entre autres la voix française régulière de Kevin Spacey, Gabriel Byrne, Alfred Molina, Gary Oldman et Gregg Henry ainsi qu'une des voix récurrentes de Victor Garber, Timothy Omundson, Kim Coates, Chris Noth et Richard Jenkins.

### Vie privée
Il est marié à la comédienne Marie-Madeleine Burguet-Le Doze, avec qui il a un fils, Tristan Le Doze, lui aussi comédien.

## Théâtre
- 1976 : Les Souffrances du jeune Werther de Goethe, mise en scène de Pierre Spadoni, Théâtre de la Cité internationale
- 1976 : Maître Pierre Pathelin mise en scène de Hubert Jappelle, Festival d'Avignon
- 1977 : La Mante polaire de Serge Rezvani, mise en scène de Jorge Lavelli, Théâtre de la Ville
- 1982 : Les Séquestrés d'Altona de Jean-Paul Sartre, mise en scène de Jean-Pierre Laruy, Petit Théâtre de la Visitation
- 1986 : Le Misanthrope de Molière, mise en scène de Françoise Petit, Théâtre des Célestins
- 1989 : Hernani de Victor Hugo, mise en scène de Jean-Luc Tardieu, Espace 44 (Nantes),  (Hernani)  avec Jean Marais (Don Gomez), Jean-Michel Dupuis (Don Carlos), Martine Rougemont (Dona Sol)
- 1995 : La Maison était tranquille de Jean-Pierre Jourdain, mise en scène de Jean Deloche, Théâtre de l'Atalante
- 1995 : Les Femmes savantes de Molière, mise en scène de Jean-Luc Jeener, Théâtre 14 Jean-Marie Serreau
- 1995 : Bérénice de Jean Racine, mise en scène de Jean Menaud, Vingtième Théâtre
- 1997 : Conversation avec Cioran d'après Emil Cioran, mise en scène de Dominique Quéhec, Théâtre du Tourtour
- 1999 : Britannicus de Jean Racine, mise en scène de Jean-Luc Jeener, Théâtre du Nord-Ouest
- 1999-2000 : L'École des femmes de Molière, mise en scène de Jean-Luc Jeener, Théâtre du Nord-Ouest
- 2002 : Les acteurs sont fatigués d'Éric Assous, mise en scène de Jacques Décombe, Comédie Caumartin
- 2003 : Les Oies du Capital de Philippe et Cédric Dumond, mise en scène de Jacques Décombe, Théâtre des Bouffes-Parisiens
- 2005 : Tout un cinéma de Ivan Calbérac, mise en scène de Xavier Letourneur, Comédie Caumartin
- 2006 : Trois années de Roger Grenier, mise en scène de Jean-Claude Idée, Petit Montparnasse
- 2007 : Prime Time de Philippe et Cédric Dumond, mise en scène de Marie-Madeleine Burguet, Théâtre des Mathurins
- 2009-2014 : Le Neveu de Rameau de Diderot, mise en scène de Jean-Pierre Rumeau, avec Nicolas Vaude et Olivier Baumont, Théâtre Ranelagh, Théâtre de Saint-Maur
- 2012 : Le Pouvoir des fables, mise en scène de lui-même, Théâtre Ranelagh
- 2012 : Jacques et son maître de Milan Kundera, mise en scène de Nicolas Briançon, La Pépinière-Théâtre
- 2019-2022 : Pour un oui ou pour un non de Nathalie Sarraute, mise en scène de Tristan Le Doze, Les Abbesses
- 2024 : Les diaboliques de Christophe Barbier, d'après Barbey d'Aurevilly, mise en scène de Nicolas Briançon, Théâtre de Poche-Montparnasse

## Filmographie

### Cinéma

#### Longs métrages
- 1974 : Le Plumard en folie de Jacques Lemoine
- 1982 : Le Grain de sable de Pomme Meffre
- 1991 : La Neige et le Feu, de Claude Pinoteau
- 2004 : Le Démon de midi de Marie-Pascale Osterrieth : le philosophe
- 2005 : Divergence de Martin Mauvoisin : le psychologue
- 2007 : MR-73 d'Olivier Marchal : le juge d'application des peines
- 2009 : Amélie au pays des Bodin's d'Éric Le Roch
- 2011 : Omar m'a tuer de Roschdy Zem : Maître Beaudoux

#### Courts métrages
- 2000 : Sables mouvants de Stéphane Gisbert
- 2001 : La Muse de monsieur Botibol de Cédric Salmon : Bertoni
- 2001 : L'Espèce humaine de Stéphane Gisbert : le père de Jean
- 2006 : Whodunit de Gildas Le Pollès et Etienne Pherivong
- 2012 : Loreley de Théodore Sanchez

### Télévision

#### Téléfilms
- 1977 : Les Rebelles : rôle inconnu
- 1989 : Marat de Maroun Bagdadi : Zucchi
- 2003 : L'Affaire Dominici : le divisionnaire Harzic
- 2005 : 2013, la fin du pétrole : rôle inconnu
- 2005 : Le Temps meurtrier : le voyageur

#### Séries télévisées
- 1989 : Les jupons de la révolution : Zucchi (1er épisode)
- 1999 : PJ : Duboscq (saison 3, épisode 3)
- 2002 : Alice Nevers, le juge est une femme : Lefrère (saison 1, épisode 16)
- 2006 : Chat bleu, chat noir : Un flic (saison 1, épisode 2)
- 2007 : Femmes de loi : Alban Genteuil (saison 8, épisode 1)
- 2007 : Avocats et Associés : Dr Calvo (saison 15, épisode 2)
- 2008 : Clara Sheller : le psychologue de Clara (saison 2, épisode 5)
- 2009 : Les Bleus, premiers pas dans la police : rôle inconnu (saison 2, épisodes 3 et 4)
- 2010 : RIS police scientifique : Alain Bartoli (saison 5, épisode 10)
- 2010 : Avocats et Associés : l'avocat général Granier (saison 18, épisode 4)
- 2012 : Les Hommes de l'ombre : Dr Dove Biekel (saison 1, épisode 1)
- 2014 : Les Dames : le juge Samaran (épisode 7 : Dame de cendres)
- 2015 : Chefs : le neurologue

## Doublage

### Cinéma

#### Films
- Kevin Spacey dans (20 films) :
  - L.A. Confidential (1997) : Jack Vincennes
  - Minuit dans le jardin du bien et du mal (1997) : Jim Williams
  - Négociateur (1998) : Chris Sabian
  - The Big Kahuna (1999) : Larry Mann
  - K-PAX : L'Homme qui vient de loin (2001) : Prot / Robert Porter
  - Austin Powers dans Goldmember (2002) : Dr Denfer / lui-même
  - La Vie de David Gale (2003) : David Gale
  - Beyond the Sea (2004) : Bobby Darin
  - Superman Returns (2006) : Lex Luthor
  - Frère Noël (2007) : Clyde
  - Las Vegas 21 (2008) : Mickey Rosa
  - Les Chèvres du Pentagone (2009) : Larry Hooper
  - Le Psy d'Hollywood (2009) : Henry Carter
  - Moon (2009) : Gerty le robot (voix)
  - Comment tuer son boss ? (2011) : Dave Harken
  - Margin Call (2011) : Sam Rogers
  - Comment tuer son boss 2 (2014) : Dave Harken
  - Elvis and Nixon (2016) : Richard Nixon
  - Baby Driver (2017) : « Doc »
  - Rebel in the Rye (2017) : Whit Burnett

- Gary Oldman dans (20 films) :
  - Hannibal (2001) : Mason Verger
  - Harry Potter et le Prisonnier d'Azkaban (2004) : Sirius Black
  - Harry Potter et la Coupe de feu (2005) : Sirius Black
  - The Backwoods (2006) : Paul
  - Harry Potter et l'Ordre du Phénix (2007) : Sirius Black
  - Unborn (2009) : Rabbi Sendak
  - Harry Potter et les Reliques de la Mort, partie 2 (2011) : Sirius Black
  - Le Chaperon rouge (2011) : Père Salomon
  - Des hommes sans loi (2012) : Floyd Banner
  - Paranoia (2013) : Nicholas Wyatt
  - RoboCop (2014) : Dr Dennett Norton
  - Enfant 44 (2015) : le général Timur Nestorov
  - Criminal - Un espion dans la tête (2016) : Quater Wells, le chef de la CIA
  - Un monde entre nous (2017) : Nathaniel Shepherd
  - Hitman and Bodyguard (2017) : Vladislav Dukhovich
  - Tau (2018) : Tau
  - Hunter Killer (2018) : Charles Donnegan
  - Mary (2019) : David
  - Mank (2020) : Herman J. Mankiewicz
  - Crisis (2021) : Dr Tyrone Brower

- Alfred Molina dans (20 films) :
  - Luther (2003) : John Tetzel
  - Spider Man 2 (2004) : Otto Octavius / Dr Octopus
  - Faussaire (2006) : Dick Suskind
  - Soie (2007) : Baldabiou
  - Une éducation (2009) : Jack
  - La Panthère rose 2 (2009) : Pepperidge
  - The Lodger (2009) : Chandler Manning
  - Prince of Persia : Les Sables du Temps (2010) : Sheik Amar
  - L'Apprenti sorcier (2010) : Maxim Horvath
  - Identité secrète (2011) : Frank Burton
  - Aux yeux de tous (2015) : Martin Morales
  - Whiskey Tango Foxtrot (2016) : Ali Massoud Sadiq
  - Message from the King (2016) : Preston
  - Last Call (2017) : Lou Wheeler
  - Vice (2018) : le serveur
  - Promising Young Woman (2020) : Jordan
  - L'Homme de l'eau (en) (2021) : Jim Bussey
  - Spider-Man: No Way Home (2021) : Otto Octavius / Dr Octopus
  - The Instigators (2024) : Richie Dechico
  - Harold et le Crayon magique (2024) : le narrateur / Crockett Johnson

- Gabriel Byrne dans (19 films) :
  - Smilla (1997) : le mécanicien
  - L'Homme au masque de fer (1998) : D'Artagnan
  - Stigmata (1999) : Père Andrew Kiernan
  - La Fin des temps (1999) : Satan
  - Spider (2002) : Bill Cleg
  - Le Vaisseau de l'angoisse (2002) : le capitaine Sean Murphy
  - Les Maîtres du jeu (2003) : Charles Miller
  - Vanity Fair : La Foire aux vanités (2004) : Marquis de Steyne
  - Le Pont du roi Saint-Louis (2004) : l'homme d'église
  - Assaut sur le central 13 (2005) : le capitaine Marcus Duvall
  - Attaque sur Léningrad (2009) : Philip Parker
  - Deadly Game (en) (2013) : Joseph Corso[5].
  - Vampire Academy (2014) : Victor Dashkov
  - Les 33 (2015) : Andre Sougarret
  - Carrie Pilby (2016) : M. Pilby
  - Hérédité (2018) : Steve Graham
  - Lost Girls (2020) : Richard Dormer
  - Lamborghini : L'Homme derrière la légende (2022) : Enzo Ferrari
  - Ballerina (2025) : le chancelier

- Toni Servillo dans (12 films) :
  - L'Homme en plus (2001) : Tony Pisapia
  - Il divo (2008) : Giulio Andreotti
  - Une vie tranquille (2010) : Rosario Russo
  - L'Empire des Rastelli (2011) : Ernesto Botta
  - La Belle Endormie (2012) : Uliano Beffardi
  - La grande bellezza (2013) : Jep Gambardella
  - Viva la libertà (2013) : Enrico Oliveri / Giovanni Ernani
  - Les Confessions (2016) : Roberto Salus
  - La Fille dans le brouillard (2017) : l'agent Vogel
  - Silvio et les Autres (2018) : Silvio Berlusconi / Ennio Doris
  - L'Homme du labyrinthe (2019[6]) : Bruno Genko
  - La Main de Dieu (2021) : Saverio Schisa

- Mark Rylance dans (7 films) :
  - Des anges et des insectes (1995) : William Adamson
  - Le Pont des espions (2015) : Rudolf Abel
  - Dunkerque (2017) : Dawcett
  - Ready Player One (2018) : James Donovan Halliday / Anorak
  - Waiting for the Barbarians (2020) : le magistrat
  - Les Sept de Chicago (2020) : William Kunstler
  - Bones and All (2022) : Sully

- Stephen Root dans (6 films) :
  - Ladykillers (2004) : Fernand Gudge
  - Le Fantôme de mon ex-fiancée (2008) : le sculpteur
  - No Limit (2010) : Charles Thompson
  - Four Good Days (2020) : Chris
  - The Empty Man (2020) : Arthur Parsons
  - Heads of State (2025) : Arthur Hammond

- Danny Huston dans (6 films) :
  - The Proposition (2005) : Arthur Burns
  - Le Congrès (2013) : Jeff Green
  - Je ne vois que toi (2017) : le docteur
  - Io (2019) : Dr Henry Walden
  - La Chute du Président (2019) : Wade Jennings
  - Y a-t-il un flic pour sauver le monde ? (2025) : Richard Cane

- Stellan Skarsgård dans (6 films) : 
  - Pirates des Caraïbes : Le Secret du coffre maudit (2006) : Bill Turner
  - Pirates des Caraïbes, jusqu'au bout du monde (2007) : Bill Turner
  - Roméo et Juliette (2013) : Escalus, Prince de Vérone
  - Dune : Première partie (2021) : le baron Vladimir Harkonnen
  - Thor: Love and Thunder (2022) : Dr Erik Selvig (caméo)
  - Dune : Deuxième partie (2024) : le baron Vladimir Harkonnen

- Philip Seymour Hoffman dans (5 films) :
  - La Guerre selon Charlie Wilson (2007) : Gust Avrakotos
  - Synecdoche, New York (2008) : Caden Cotard
  - Le Stratège (2011) : Art Howe
  - Un homme très recherché (2014) : Günther Bachmann
  - God's Pocket (2014) : Mickey Scarpato

- Victor Garber dans (4 films) :
  - Titanic (1997) : Thomas Andrews
  - Argo (2012) : Ken Taylor
  - Big Game (2014[n 1]) : le vice-président des États-Unis
  - To the Moon (2024) : le sénateur Hedges

- James Gandolfini dans (4 films) :
  - Les Puissants (1998) : Kenneth
  - The Barber (2001) : Big Dave Brewster
  - Famille à louer (2004) : Tom Valco
  - Welcome to the Rileys (2010) : Doug Riley

- Chris Noth dans (4 films) :
  - Bad Luck! (2001) : Chick Dimitri
  - L'Homme parfait (2005) : Ben Cooper
  - Sex and the City, le film (2008) : M. Big
  - Sex and the City 2 (2010) : M. Big

- Richard Jenkins dans (4 films) :
  - Intolérable Cruauté (2003) : Freddy Bender
  - Le Royaume (2007) : James Grace
  - Kajillionaire (2020) : Robert Dyne
  - Nightmare Alley (2021) : Ezra Grindle

- Kevin Costner dans :
  - À chacun sa guerre (1994) : Stephen
  - Waterworld (1995) : Mariner
  - Pour l'amour du jeu (1999) : Billy Chapel

- Mickey Rourke dans :
  - C'est pas mon jour ! (1998) : Kasarov
  - The Pledge (2001) : Jim Olstead
  - Blunt Force Trauma (2015) : Zoringer

- Edward James Olmos dans :
  - Fausses Rumeurs (2000) : l'inspecteur Curtis
  - L'Incroyable Aventure de Bella (2019) : Axel
  - One Fast Move (en) (2024) : Abel

- William Hurt dans :
  - Dérapages incontrôlés (2002) : un sponsor
  - La Couleur de la victoire (2016) : Jeremiah Mahoney
  - The Last Full Measure (2020) : Tully

- Jeff Daniels dans :
  - Away We Go (2009) : Jerry Farlander
  - Looper (2012) : Jack Abe Mitchell
  - Divergente 3 : Au-delà du mur (2016) : David

- Billy Bob Thornton dans :
  - Faster (2010) : Slade Humphries
  - The Baytown Outlaws (2012) : Carlos
  - Parkland (2013) : Forrest Sorrels

- Kim Coates dans :
  - Resident Evil: Afterlife (2010) : Bennett Sinclair
  - A Dark Truth (2012) : Bruce Swinton
  - Goon: Last of the Enforcers (2017) : Ronnie Hortense

- Sylvester McCoy dans : 
  - Le Hobbit : Un voyage inattendu (2012) : Radagast
  - Le Hobbit : La Désolation de Smaug (2013) : Radagast
  - Le Hobbit : La Bataille des Cinq Armées (2014) : Radagast

- Bryan Batt dans :
  - Twelve Years a Slave (2012) : Juge Turner
  - The Runner (2015) : Mark Lavin
  - LBJ (2016) : Jim Rowe

- Jim Lampley (en) dans :
  - Match retour (2013) : Jim Lampley
  - Creed : L'Héritage de Rocky Balboa (2016) : Jim Lampley
  - Creed 2 (2019) : Jim Lampley

- Aidan Quinn dans :
  - Michael Collins (1996) : Harry Boland
  - Les Ensorceleuses (1998) : Garry Hallet

- Peter Mullan dans :
  - My Name Is Joe (1998) : Joe Kavanagh
  - Rédemption (2000) : Daniel Dillon

- Anthony LaPaglia dans :
  - Phoenix (1998) : Mike Henshaw
  - Un automne à New York (2000) : John

- Hank Azaria dans :
  - Godzilla (1998) : Victor Palotti
  - Le Mystificateur (2003) : Michael Kelly

- Michael Wincott dans :
  - Le Masque de l'araignée (2001) : Gary Soneji
  - Forsaken (2015) : Dave Turner

- Larry Day dans : 
  - Jeu sans issue (2002) : Jess
  - French Exit (2020) : Ralph Rudy

- Clifton Powell dans :
  - Ray (2004) : Jeff Brown
  - Norbit (2007) : Earl Latimore

- Ben Cross dans :
  - L'Exorciste : Au commencement (2004) : Semelier
  - Star Trek (2009) : Sarek

- Randy Quaid dans :
  - Faux Amis (2005) : Bill Guerrard
  - Les Fantômes de Goya (2006) : Charles IV

- Tim McInnerny dans :
  - Casanova (2005) : le Doge
  - Eddie the Eagle (2016) : Dustin Target

- Louis Herthum dans :
  - Le Dernier Exorcisme (2010) : Louis Sweetzer
  - Le Dernier Exorcisme 2 (2013) : Louis Sweetzer

- Jun Kunimura dans :
  - Outrage (2010) : Ikemoto
  - Le Joueur de go (2024) : Genbei Yorozuya

- Richard E. Grant dans :
  - The Nutcracker in 3D (2010) : Joseph
  - Star Wars, épisode IX : L'Ascension de Skywalker (2019) : le général Pryde[n 2]

- Paul Giamatti dans :
  - Les Winners (2011) : Mike Flaherty
  - Cosmopolis (2012) : Benno Levin

- Michael Nyqvist dans :
  - Mission impossible : Protocole Fantôme (2011) : Kurt Hendricks
  - I.T. (2016) : Henrik

- Jim Piddock dans :
  - Cinq ans de réflexion (2012) : George Barnes
  - Kill Your Friends (2015) : Derek Sommers

- Tom Courtenay dans : 
  - Un train de nuit pour Lisbonne (2013) : Joao Eca
  - The Aeronauts (2019) : Arthur Glaisher

- David Thewlis dans :
  - Legend (2015) : Leslie Payne
  - Wonder Woman (2017) : Sir Patrick / Arès

- Rob Brownstein dans : 
  - NWA: Straight Outta Compton (2015) : Brian, le journaliste de CNN
  - Velvet Buzzsaw (2019) : Jim

- Martin Donovan dans : 
  - Ant-Man (2015) : Mitchell Carson
  - Dans les yeux d'Enzo (2019) : Maxwell

- Gregg Henry dans :
  - Horribilis (2016) : Jack MacReady
  - The Belko Experiment (2016) : « la voix »

- Brendan Gleeson dans :
  - Les Banshees d'Inisherin (2022) : ColmSonnyLarry Doherty
  - Joker : Folie à deux (2024) : Jackie Sullivan

- 1950[n 3] : Winchester 73 : Joe Lamont (John McIntire)
- 1966[n 4] : Le Bon, la brute et le truand : le sergent du fort des confédérés (Victor Israel (en))
- 1972[n 5] : La Fureur de vaincre : Hiroshi Suzuki (Riki Hashimoto)
- 1973[n 6] : L'Exorciste : Père Damien Karras (Jason Miller)
- 1977 : La Guerre des étoiles : Han Solo[n 7] (Harrison Ford) (scène supplémentaire de l'Édition Spéciale)
- 1986 : Une baraque à tout casser : Art Shirk (Joe Mantegna)
- 1991 : Double Vue : Tony Dalton (Paul McGann)
- 1993 : Beaucoup de bruit pour rien : Conrade (Richard Clifford)
- 1994 : Léon : un agent du SWAT (Christophe Gautier)
- 1994 : Les Patriotes : McKenzie (Michael MacRae)
- 1996 : Une nuit en enfer : Sex Machine (Tom Savini)
- 1996 : Les Hommes de l'ombre : Hoodlum (Rob Lowe)
- 1996 : Lone Star : Buddy Deeds (Matthew McConaughey)
- 1996 : Sleepers : Nick Davenport (Danny Mastrogiorgio)
- 1996 : La Nuit des rois : le premier officier (Tim Bentinck)
- 1996 : Mr. Wrong : Whitman Crawford (Bill Pullman)
- 1996 : Hamlet : le messager [Qui ?]
- 1997 : Starship Troopers : le lieutenant Jack Rasczak (Michael Ironside)
- 1997 : Le Cinquième Élément : le pilote de la navette (Kaleem Janjua)
- 1997 : Le Chacal : un agent du service des renseignements [Qui ?]
- 1998 : La Ligne rouge : Capitaine James Starros (Elias Koteas)
- 1998 : Un cri dans l'océan : Simon Canton (Anthony Heald)
- 1998 : Contre-jour : le Procureur (James Eckhouse)
- 1999 : Arlington Road : Michael Faraday (Jeff Bridges)
- 1999 : Coup de foudre à Notting Hill : Jeff King (Alec Baldwin)
- 1999 : Bone Collector : Inspecteur Kenny Solomon (Mike McGlone)
- 1999 : La Fin d'une liaison : le père Richard Smythe (Jason Isaacs)
- 1999 : Just Married (ou presque) : Georges (Reg Rogers)
- 2000 : À l'aube du sixième jour : Vendeur de RePet (Don McManus)
- 2000 : 60 secondes chrono : Atley Jackson (Will Patton)
- 2000 : Time and Tide : Oncle Ji (Anthony Wong)
- 2001 : The Anniversary Party : Jerry Adams (John Benjamin Hickey)
- 2001 : La Famille Tenenbaum : Raleigh St Clair (Bill Murray)
- 2001 : The One : MVA Agent Evan Funsch (Jason Statham)
- 2001 : Les Visiteurs en Amérique : le comte de Warwick (Robert Glenister)
- 2001 : Shaolin Soccer : Fung (Ng Man-tat)
- 2001 : Le Mexicain : Ted Slocum (J. K. Simmons)
- 2001 : Le Journal de Bridget Jones : Julian (Patrick Barlow)
- 2002 : L'Enfant au violon : Lin Yu (Zhang Qing)
- 2002 : Arac Attack, les monstres à huit pattes : le député Pete Willis (Rick Overton)
- 2003 : Zatōichi : le propriétaire de la taverne (Akira Emoto)
- 2003 : Bad Santa : Harrison (Tom McGowan)
- 2004 : Stage Beauty : George Villiars, Duc de Buckhingam (Ben Chaplin)
- 2004 : Le Roi Arthur : le père de Lancelot (Clive Russell)
- 2004 : Layer Cake : Gene (Colm Meaney)
- 2004 : Lolita malgré moi : M. Héron (Neil Flynn)
- 2004 : Dr Kinsey : Dr Thomas Lattimore (Bill Buell)
- 2006 : Southland Tales : Bart Bookman (Jon Lovitz)
- 2006 : The Host : Park Hee-bong (Byeon Hee-bong)
- 2006 : Raisons d'État : Ray Brocco (John Turturro)
- 2006 : Man of the Year : Sénateur Mills (David Ferry)
- 2006 : Derrière le masque : Eugene (Scott Wilson)
- 2006 : Hollywoodland : Howard Strickling (Joe Spano)
- 2006 : Garfield 2 : Lord Manfred Dargis (Billy Connolly)
- 2006 : Little Man : Monsieur W (Chazz Palminteri)
- 2006 : Déjà vu : ? (?)
- 2007 : Gone Baby Gone : Lionel McCready (Titus Welliver)
- 2007 : La Vie des autres : Oncle Frank Hauser (Paul Fassnacht)
- 2007 : Bad Times : Gillespie (Craig Ricci Shaynak)
- 2007 : Bande de sauvages : Charley (Stephen Tobolowsky)
- 2008 : Un mariage de rêve : M. Jim Whittaker (Colin Firth)
- 2008 : Super Héros Movie : Lou Landers / l'Homme-Sablier (Christopher McDonald)
- 2008 : 33 Scènes de la vie : Jurek (Andrzej Hudziak)
- 2008 : RocknRolla : Cookie (Matt King)
- 2008 : Walkyrie : Otto Ernst Remer (Thomas Kretschmann)
- 2008 : Les Trois Royaumes : Cao Cao (Zhang Fengyi)
- 2009 : Agora : Aspasius, le vieil esclave (Homayoun Ershadi)
- 2009 : Ninja : Sensei Takeda (Togo Igawa)
- 2009 : Whatever Works : Leo Brockman (Conleth Hill)
- 2010 : Même la pluie : Antón / Christophe Colomb (Karra Elejalde)
- 2011 : [S]ex List : M. Darling (Ed Begley Jr.)
- 2011 : A Dangerous Method : Sigmund Freud (Viggo Mortensen)
- 2011 : Cheval de guerre : voix additionnelles
- 2011 : Green Lantern : le général Caven (Deke Anderson)
- 2011 : Les Copains et la Légende du chien maudit : Warwick, le sorcier (Harland Williams)
- 2012 : 21 Jump Street : M. Gordon (Chris Parnell)
- 2012 : Safe : Mayor Tremello (Chris Sarandon)
- 2012 : Passion : l'inspecteur Bach (Rainer Bock)
- 2012 : Quartet : Wilf Bond (Billy Connolly)
- 2012 : The Bay : le shérif Lee Roberts (Andy Stahl)
- 2012 : Arthur Newman : un policier (Ron Prather)
- 2012 : The End : Rafa (Antonio Garrido)
- 2012 : Después de Lucía : l'agent (Chuy Chavez)
- 2013 : Effets secondaires : Dr Peter Joubert (Sasha Bardey)
- 2013 : Malavita : DiCicco (Jimmy Palumbo)
- 2013 : Copains pour toujours 2 : le principal Tardio (Richie Minervini)
- 2013 : Last Days of Summer : le procureur (Ed Moran)
- 2014 : Jersey Boys : Finney (Dennis Delsing)
- 2014 : Still Alice : Eric Wellman (Daniel Gerroll (en))
- 2014 : La Belle et la Bête : le directeur Dumont (Max Volkert Martens)
- 2014 : Son of God : Caïphe (Adrian Schiller)
- 2015 : Mad Max: Fury Road : le colonel John Moore (Hugh Keays-Byrne)
- 2015 : Mission impossible : Rogue Nation : l'annonceur de la mission [Qui ?] (voix)
- 2015 : The Big Short : Le Casse du siècle : l'associé de Lawrence Field [Qui ?]
- 2015 : NWA: Straight Outta Compton : Dr A. Friedman (John Prosky)
- 2015 : Spotlight : Jon Albano (David Fraser)
- 2015 : Ardor : João (Chico Diaz)
- 2016 : Seul contre tous : Dr Cyril Wecht (Albert Brooks)
- 2016 : Sully : Ben Edwards (Jamey Sheridan)
- 2016 : Mademoiselle : Kouzuki, l'oncle (Jo Jin-woong)
- 2016 : In a Valley of Violence : Harris (Toby Huss)
- 2016 : Friend Request : Dr Markham (David Butler)
- 2017 : Les Figures de l'ombre : le journaliste télé à Cap Canaveral (Paul Ryden)
- 2017 : Le Procès du siècle : David Irving (Timothy Spall)
- 2017 : 6 Days : Dellow (Martin Shaw)
- 2017 : Brigsby Bear : Ted Mitchum (Mark Hamill)
- 2017 : Detroit : lui-même (George W. Romney) (images d'archives)
- 2017 : Hangman : le révérend David Green (Steve Coulter)
- 2018 : Outlaw King : Le Roi hors-la-loi : le roi d'Angleterre Édouard Ier (Stephen Dillane)
- 2018 : Yucatán : Antonio (Joan Pera)
- 2018 : Une femme d'exception : le juge Doyle (Gary Werntz)
- 2018 : Marie Stuart, reine d'Écosse : Robert Beale (Simon Russell Beale)
- 2018 : Swiped : Phil Singer (George Hamilton)
- 2018 : Le Vent de la liberté : Erik Baumann (Ronald Kukulies)
- 2019 : Shazam! : M. Sivana (John Glover)
- 2019 : Brecht : Bertolt Brecht (Burghart Klaussner)
- 2019 : Yesterday : John Lennon (Robert Carlyle)
- 2019 : Inside Man : Most Wanted : Armand Phillips (Aubrey Shelton)
- 2019 : 3 from Hell : Carlos Perro (Richard Edson)
- 2019 : Zeroville : Burly (Mike Starr) et Marlon Brando (Mino Mackic)
- 2019 : Rocks : ? (?)
- 2019 : Brexit: The Uncivil War : Douglas Carswell (Simon Paisley Day)
- 2020 : Uncut Gems : « cheveux gris » [Qui ?]
- 2020 : The Banker : Melvin Belli (Michael Harney)
- 2020 : Magic Camp : Preston (Jeffrey Tambor)
- 2020 : Remember Me : Claude (Bruce Dern)
- 2020 : Songbird : Emmett Hartland (Peter Stormare)
- 2021 : Une affaire de détails : le commandant Carl Farris (Terry Kinney)
- 2021 : Music : George (Héctor Elizondo)
- 2021 : Dans les angles morts : le shérif Travis Laughton (Michael O'Keefe)
- 2021 : Dangerous : Dr Alderwood (Mel Gibson)
- 2021 : Jungle Cruise : Sir James Hobbs-Cunningham (Andy Nyman)
- 2021 : Un héros : Bahram (Mohsen Tanabandeh)
- 2021 : Halloween Kills : Phil (Lenny Clarke)
- 2021 : Clair-obscur : Hugh Wentworth (Bill Camp)
- 2022 : Madea : Retour en fanfare : Agnes Brown (Brendan O'Carroll)
- 2022 : Seoul Vibe (en) : ? (?)
- 2022 : Everything Everywhere All at Once : Gong Gong (James Hong)
- 2022 : Enola Holmes 2 : Henry Lyon (David Westhead)
- 2022 : Emmett Till : T. R. M. Howard (Roger Guenveur Smith)
- 2023 : We Have a Ghost : Ernest Scheller (Tom Bower)
- 2023 : Excroissance : Fred (Craig Kolkebeck)
- 2023 : Rustin : ? (?)
- 2023 : Monk, le retour : le capitaine Leland Stottlemeyer (Ted Levine)
- 2023 : Ils étaient un seul homme : ? (?)
- 2023 : The Great Escaper (en) : Arthur Howard-Johnson (John Standing)
- 2024 : Bob Marley: One Love : le médecin de Bob Marley [Qui ?]
- 2024 : Les Couleurs du mal : Rouge : Tadeusz Dubiela (Andrzej Konopka)
- 2024 : Le Ministère de la Sale Guerre : le vicomte Algernon (James Wilby)
- 2025 : Bullet Train Explosion : Yoshiharu Kawagoe (Kenji Iwaya)

#### Films d'animation
- 1978[7] : Capitaine Flam : Course à travers le système solaire : Capitaine Flam
- 1997[8] : Neon Genesis Evangelion: Death and Rebirth : membre de la Seele
- 1997 : The End of Evangelion : membre de la Seele
- 2003 : Le Livre de la jungle 2 : Bagheera
- 2005 : Renaissance : Paul Dellenbach
- 2005 : Les Noces funèbres : Barkis Bittern
- 2006 : Cars : Strip « Le King » Weathers
- 2013 : Patéma et le monde inversé : Izamura
- 2015 : Tout en haut du monde : le recteur (création de voix)
- 2016 : Batman: The Killing Joke : James Gordon
- 2016 : Batman Unlimited : Machines contre Mutants : James Gordon
- 2016 : Lego DC Comics Super Heroes: Justice League : S'évader de Gotham City : James Gordon
- 2016 : Batman : Le Retour des justiciers masqués : James Gordon
- 2017 : Cars 3 : Cal Weathers
- 2017 : La Passion van Gogh : Dr Gachet
- 2017 : Batman vs Double-Face : James Gordon
- 2017 : Toy Story : Hors du temps : Ray-Gon (court métrage)
- 2018 : Batman: Gotham by Gaslight : James Gordon
- 2018 : Les Indestructibles 2 : Petit-Duc
- 2018 : Spider-Man: New Generation : Ben Parker, l'oncle de Peter Parker
- 2019 : Batman vs. Teenage Mutant Ninja Turtles : James Gordon
- 2019 : Batman: Hush : James Gordon
- 2019 : Le Voyage du prince : le professeur Abervrach (création de voix)
- 2020 : Batman: Un deuil dans la famille : James Gordon
- 2021 : Batman : Un long Halloween : James Gordon
- 2021 : Le Tour du monde en quatre-vingts jours : Juan Frog (création de voix)
- 2022 : L'enfant, la taupe, le renard et le cheval : le cheval[9]
- 2023 : Lupin III vs. Cat's Eye : Berger
- 2023 : Spider-Man : Across the Spider-Verse : Otto Octavius / Docteur Octopus[10] (caméo)
- 2023 : Élémentaire : Brul
- 2023 : L'Étrange Noël du Petit Batman : James Gordon[11]

### Télévision

#### Téléfilms
- Ben Cross dans :
  - Kate et William : Quand tout a commencé... (2011) : le prince Charles
  - 2020 : Le Jour de glace (2011) : Stephan
  - Les Secrets de la forêt noire (2012) : Cazmar

- Kevin Spacey dans :
  - L'Avocat des damnés (1991) : Clarence Darrow
  - Recount (2008) : Ron Klain

- Alfred Molina dans :
  - Un berceau sans bébé (2014) : Robert Royal
  - Quatre sœurs unies par le secret (2016) : Mort Stone

- 1995 : Orgueil et Préjugés : Fitzwilliam Darcy (Colin Firth)
- 1999 : Johnny Tsunami (en) : Grand-père Johnny « Tsunami » Kapahala (Cary-Hiroyuki Tagawa)
- 2000 : Thin Air : Spenser (Joe Mantegna)
- 2001 : Judy Garland, la vie d'une étoile : Michael Sydney Luft (Victor Garber)
- 2005 : Elvis : Une étoile est née : Colonel Parker (Randy Quaid)
- 2007 : Guerre et Paix : le comte Rostov (Andrea Giordana)
- 2007 : Johnny Kapahala : Pete Kapahala (Yuji Okumoto)
- 2008 : John Adams : John Adams (Paul Giamatti)
- 2011 : Too Big to Fail : Débâcle à Wall Street : Henry Paulson (William Hurt)
- 2011 : Coup de foudre à Mumbai : Oskar (Michael Lott)
- 2012 : Secret State : Tom Dawkins (Gabriel Byrne)
- 2012 : L'Île au trésor : le capitaine Smollett (Philip Glenister)
- 2013 : La Bible : Caïphe (Adrian Schiller)
- 2014 : Le Bébé et le Clochard : Hans Scholz (Herbert Knaup)
- 2014 : Lizzie Borden a-t-elle tué ses parents ? : Hosea M. Knowlton (Gregg Henry)
- 2016 : Barry : Bill Baughman (Linus Roache)
- 2016 : All the Way : J. Edgar Hoover (Stephen Root)
- 2016 : Le Tueur de la nuit : Jed (Louis Herthum)
- 2017 : Les Secrets du lac : Connor Blake (Chris Gillett)
- 2017 : The Wizard of Lies : Peter Madoff (Michael Kostroff)
- 2017 : Je ne me tairai pas : Dr Paul Ahrens (Rudolf Kovalski)
- 2017 : Le Procès de l'innocence : Bruno van Leeuwen (Peter Haber)
- 2018 : Dans le meilleur des mondes : Willi (Richy Müller)
- 2020 : Amy Thompson, le combat d'une mère : Jim Pike (Michael Woods)
- 2020 : L'Informateur : Schatz (Thorsten Merten)
- 2021 : Déclic amoureux : Stephen (Scott Bellis)
- 2021 : Celeste Beard : La Face cachée d’une croqueuse de diamants : Steven Beard (Eli Gabay)
- 2021 : Le Mari de ma boss : Mick Donohue (James M Jenkinson)
- 2023 : Fiancés malgré eux : Jacques Laurent (Nicholas Woodeson)

#### Séries télévisées
- Gregg Henry[12] dans (23 séries) :
  - Gilmore Girls (2005-2007) : Mitchum Huntzberger (9 épisodes)
  - Mentalist (2008) : Cal Trask (saison 1, épisode 6)
  - Numb3rs (2009) : Pete Fox (saison 6, épisode 2)
  - Castle (2009) : Winston Wellesley (saison 2, épisode 8)
  - Glee (2009) : Russell Fabray (saison 1, épisode 10)
  - Grey's Anatomy (2010) : Dr L. Gracie (saison 6, épisode 15)
  - Three Rivers (2010) : Lester Dimes (épisode 12)
  - La Loi selon Harry (2011) : Mitchell Eaves (saison 1, épisode 11)
  - Chaos (2011) : Kurt Neimeyer (épisode 10)
  - Mr. Sunshine (2011) : Chuck Ferguson (épisode 11)
  - Burn Notice (2011) : Ian Covey (saison 5, épisode 17)
  - Breakout Kings (2011-2012) : Richard Wendell (saison 1, épisode 12 et saison 2, épisode 10)
  - FBI : Duo très spécial (2012) : Henry Dobbs / Robert MacLeish (saison 4, épisodes 1 et 2)
  - Leverage (2012) : Trent Hazlit (saison 5, épisode 14)
  - Scandal (2012-2018) : Hollis Doyle (23 épisodes)
  - Bunheads (2012-2013) : Rico (4 épisodes)
  - Les Experts : Cyber (2015-2016) : Calvin Mundo (3 épisodes)
  - Chicago Med (2016) : Dr David Downey (saison 1)
  - Gilmore Girls : Une nouvelle année (2016) : Mitchum Huntzberger (mini-série)
  - Supergirl (2017) : Peter Thompson (saison 2, épisode 19)
  - Black Lightning (2018) : Martin Proctor (saison 1)
  - The Rookie : Le Flic de Los Angeles (2019) : le juge Rayford (saison 1, épisode 18)
  - New York, crime organisé (2021) : Edmund Ross (saison 2)

- Victor Garber[12] dans (12 séries) :
  - Damages (2012) : Bennett Herreshoff (3 épisodes)
  - Double Jeu (2013) : Robert Bowers (11 épisodes)
  - Louie (2014) : l'avocat de Louie (saison 4, épisode 2)
  - The Slap (2015) : le narrateur (mini-série, voix)
  - Flash (2015-2023) : Dr Martin Stein / Firestorm (12 épisodes)
  - Legends of Tomorrow (2016-2021) : Dr Martin Stein / Firestorm (42 épisodes)
  - Supergirl (2017) : Dr Martin Stein / Firestorm (saison 3, épisode 8)
  - Arrow (2017) : Dr Martin Stein / Firestorm (saison 6, épisode 8)
  - Modern Family (2017) : le chef Dumont (saison 8, épisode 13)
  - The Orville (depuis 2017) : l'amiral Halsey
  - Les Chroniques de San Francisco (2019) : Samuel « Sam » Garland (7 épisodes)
  - La Dernière Chose qu'il m'a dite (2023) : le professeur Tobias Cookman (mini-série)
  - American Horror Stories (2024) : David Woodrow Randolph (saison 3, épisode 6)

- Alfred Molina[12] dans (11 séries) :
  - The Company (2007) : Harvey Torriti / le Sorcier (mini-série)
  - Monk (2007) : Peter Magneri (saison 6, épisode 3)
  - Los Angeles, police judiciaire (2010-2011) : l'inspecteur Ricardo Morales (16 épisodes)
  - La Loi selon Harry (2011) : Eric Sanders (3 épisodes)
  - Monday Mornings (2013) : Dr Harding Hooten (10 épisodes)
  - Show Me a Hero (2015) : Henry J. « Hank » Spallone (mini-série)
  - Angie Tribeca (2016-2017) : Dr Edelweiss (14 épisodes)
  - I'm Dying Up Here (2017) : Carl Veisor (saison 1, épisode 1)
  - Feud (2017) : Robert Aldrich (mini-série)
  - Roar (2022) : Silas McCall (épisode 8)
  - Skeleton Crew (2024) : Benjar Pranic (voix)

- Kim Coates[12] dans (8 séries) :
  - Prison Break (2006-2009) : l'agent Richard Sullins (6 épisodes)
  - Smallville (2007) : l'agent spécial Carter (3 épisodes)
  - Les Experts : Miami (2008-2009) : Ron Saris (6 épisodes)
  - Sons of Anarchy (2008-2014) : Alexander « Tig » Trager (92 épisodes)
  - Godless (2017) : Ed Logan (mini-série)
  - Ghost Wars (2017-2018) : Billy McGrath (13 épisodes)
  - Mayans M.C. (2022) : Alexander « Tig » Trager (saison 4, épisode 22)
  - White House Plumbers (en) (2023) : Frank Sturgis (mini-série)

- Chris Noth[12] dans (6 séries) :
  - Sex and the City (1998-2004) : M. Big (41 épisodes)
  - Preuve à l'appui (2001) : l'agent spécial Drew Haley (saison 1, épisodes 8 et 9)
  - The Good Wife (2009-2016) : Peter Florrick (101 épisodes)
  - Tyrant (2016) : le général William Cogswell (10 épisodes)
  - And Just Like That... (2021) : Mr. Big / John James Preston (saison 1, épisodes 1 et 10)
  - The Equalizer (2021-2022) : William Bishop (10 épisodes)

- Timothy Omundson[12] dans (6 séries) :
  - Psych : Enquêteur malgré lui (2006-2014) : le lieutenant-chef Carlton Lassiter (120 épisodes)
  - Jericho (2007-2008) : Phil Constantino (7 épisodes)
  - Boston Justice (2008) : l'avocat Bill Withers (saison 4, épisode 18)
  - Human Target : La Cible (2010) : l'interrogateur (saison 2, épisodes 1 et 2)
  - Warehouse 13 (2012) : Larry Kemp (saison 4, épisode 5)
  - Lucifer (2017) God Johnson (saison 2, épisode 16)

- Ed Begley Jr.[12] dans (6 séries) :
  - Six Feet Under (2001-2005) : Hiram Gunderson (8 épisodes)
  - Veronica Mars (2006-2007) : le doyen Cyrus O'Dell (6 épisodes)
  - Chaos (2011) : Corwin (épisode 5)
  - Rizzoli and Isles (2011-2012) : Dr T. Pike (3 épisodes)
  - Wes et Travis (2012) : Dr Van Waals (épisodes 12 et 13)
  - Modern Family (2018-2019) : Jerry (saison 10, épisode 9 et saison 11, épisode 8)

- Danny Huston[12] dans (5 séries) :
  - Magic City (2012-2013) : Ben « le Boucher » Diamond (16 épisodes)
  - American Horror Story (2013-2015) : l'homme à la hâche / Massimo Dolcefino (10 épisodes)
  - Yellowstone (2018-2019) : Dan Jenkins (19 épisodes)
  - Succession (2019) : Jamie Laird (saison 2)
  - Calls (2021) : Frank (voix - saison 1, épisode 6)

- Michael J. Harney[12] dans (4 séries) :
  - Persons Unknown (2010) : Sam Edick
  - Vegas (2012-2013) : Leo Farwood
  - Midnight, Texas (2018) : Phillip Charity (saison 2, épisode 5)
  - Complicités (2025) : Artie, le portier (mini-série)

- Pedro Casablanc (es) dans (4 séries) :
  - Mar de plástico (2015-2016) : Juan Rueda
  - Gunpowder (2017) : Juan Fernández de Velasco y Tovar, duc de Frias et connétable de Castille (mini-série)
  - White Lines (2020) : Andreu Calafat
  - 30 Coins (2023) : Pereira (4 épisodes)

- Dennis Christopher dans :
  - Profiler (1996-1999) : Jack (45 épisodes)
  - The Lost Room (2006) : Dr Martin Ruber (mini-série)
  - Perception (2014) : Fred Gorman (saison 2, épisode 13)

- James M. Connor (en) dans :
  - Hawaii 5-0 (2012) : Deacon MacKenna (saison 2, épisode 20)
  - All American (2021) : le coach Hudson (saison 4)
  - Shining Vale (2022-2023) : Dr Berg (9 épisodes)

- Gabriel Byrne dans :
  - Madigan de père en fils (2000) : Ben Madigan
  - Secret State (2012) : Tom Dawkins
  - Maniac (2018) : Porter (mini-série)

- Adam Arkin[12] dans :
  - Baby Bob (en) (2002-2003) : Walter Spencer
  - Life (2007-2009) : Ted Earley
  - Modern Family (2016) : Reece

- Tom Irwin dans :
  - Numb3rs (2005) : Dr Stephen Atwood (saison 1, épisode 5)
  - Ghost Whisperer (2005) : Steve Harper (saison 1, épisode 3)
  - The Morning Show (depuis 2019) : Fred Micklen

- Cooper Huckabee[12] dans :
  - True Blood (2010-2011) : Joe Lee Mickens
  - Criminal Minds: Suspect Behavior (2011) : Emory Boyd
  - Esprits criminels (2013) : Raoul Whalen (saison 8, épisode 20)

- Ray Romano dans :
  - Parenthood (2012-2015) : Hank Rizzoli (44 épisodes)
  - Made for Love (2021-2022) : Herbert Green (16 épisodes)
  - Derrière la façade (en) (2024) : Paul Morgan

- Richard E. Grant dans :
  - Dig (2015) : Ian Margrove (10 épisodes)
  - Les Envoyés d'ailleurs (2020) : Octavio Coleman (10 épisodes)
  - Loki (2021) : le Loki classique (saison 1, épisodes 4 et 5)

- Michael Kostroff[12] dans :
  - Vinyl (2016) : Allen Charnitski (épisode 8)
  - The Deuce (2017-2018) : Rizzi (8 épisodes)
  - NCIS : Enquêtes spéciales (2022) : Felix Lassiter (saison 20, épisode 7)

- Gregory Itzin[12] dans :
  - Players, les maîtres du jeu (1997) : Quentin Belkey (saison 1, épisode 8)
  - JAG (1997-1998) : Lawrence Culbertson

- Mark Rolston dans :
  - De la Terre à la Lune : Gus Grissom (mini-série)
  - Profiler (1998-1999) : Donald Lucas
  - Lie to Me (2009) : Ed Komisky (saison 2, épisode 8)

- Vasili Bogazianos (en)[12] dans :
  - Les Feux de l'amour (1998-1999) : Al Fenton
  - Mentalist (2011) : Len Artash (saison 3, épisode 11)

- Alex Fernandez (en) dans :
  - Cold Case : Affaires classées (2006) : le père Peralta (saison 3, épisode 15)
  - Tracker (2025) : Otto Waldron (saison 2, épisode 20)

- Adam Godley[12] dans :
  - Breaking Bad (2008 / 2013) : Elliott Schwartz (saison 1, épisode 5 puis saison 5, épisodes 15 et 16)
  - Chaos (2011) : Jonathan Aldridge (épisode pilote)

- Brian Kerwin[12] dans :
  - A Gifted Man (2011) : Jim Marks (épisode 3)
  - Blue Bloods (2013) : Pete Seabrook (saison 3, épisode 18)

- John Rothman dans :
  - New York, unité spéciale (2014-2019) : le juge Edward Kofax (5 épisodes)
  - Bull (2019) : Blake Powers (saison 3, épisode 18)

- James Cosmo dans :
  - The Collection (2016) : Jules Trouvier
  - Jack Ryan (2022) : Luka Goncharov (saison 3)

- Clive Russell dans :
  - Rellik (2017) : Henry (mini-série)
  - Catherine the Great (2019) : le fou (mini-série)

- James Fleet dans :
  - Les Mystères de Londres (2016) : Dr Pilsen
  - Unforgotten : Le passé déterré (2018) : Chris Lowe (saison 3)
  - Le Cheval pâle (2020) : Oscar Venables (mini-série)

- David Wilmot (en) dans :
  - L'Aliéniste (2018) : le capitaine Connor (saison 1)
  - Bodkin (en) (2024) : Seamus Gallagher

- Louis Herthum dans :
  - What/If (2019) : Foster (mini-série)
  - Périphériques, les mondes de Flynne (2022) : Corbell Pickett (8 épisodes)
  - Code Quantum (2023) : le shérif Woodrow Morgan (saison 2, épisode 3)

- Karel Roden dans :
  - Géométrie de la mort (2019) : le major Viktor Seifert (10 épisodes)
  - A Spy Among Friends (en) (2022) : le colonel Sergei Brontov (mini-série)

- Griffin Dunne dans :
  - Goliath (2019-2021) : Gene Bennett (7 épisodes)
  - The Girls on the Bus (en) (2024) : Bruce Turner

- Stephen Fry dans :
  - Sandman (2022) : Gilbert
  - Everything Now (2023) : Dr Nell

- 1973 : Bonanza : Joseph « Little Joe » Cartwright (Michael Landon)
- 1993-1998 : Docteur Quinn, femme médecin : Hank Lawson (William Shockley)
- 1994 : Babylon 5 : Ta'Lon (Marshall R. Teague) (1re voix)
- 1995-1996 : Cybill : Jeff Robbins (Tom Wopat)
- 1998-2001 : JAG : le lieutenant Michael « Mic » Brumby (Trevor Goddard)
- 1999 : Charmed : l'inspecteur Rodriguez (Carlos Gomez)
- 2000-2001 : The Practice : Donnell et Associés : Scott Wallace (Bruce Davison)
- 2002 : Celeb : Gary Bloke (Harry Enfield)
- 2002 : The Shield : Mr Montecito (Robert Silver) (saison 1, épisode 8), Smith (Vincent Foster) (saison 3, épisode 7)
- 2002-2003 : Touche pas à mes filles : Paul Hennessy (John Ritter)
- 2003 : New York, section criminelle : Dr Scott Borman (Todd Stashwick)
- 2004-2005 : ReGenesis : Colin Digby (Vincent Walsh)
- 2005-2006 : Les Feux de l'amour : Tom Fisher (Roscoe Born)
- 2005-2007 : Rome : Cassius (Guy Henry)
- 2005-2009 : Jardins secrets : Martin Morero (Peter Paul Muller)
- 2006 : Ghost Whisperer : Dr Edward (Stephen Tobolowsky) (saison 1, épisode 16)
- 2006-2009 : Robin des Bois : le geôlier du shérif (Mark Phoenix) (saison 1) et Malcolm de Locksley (Dean Lennox Kelly) (saison 3, épisode 10)
- 2007 : Esprits criminels : Docteur Stan Howard (Michael O'Keefe) (saison 3, épisode 3)
- 2007-2008 : Compte à rebours : Requena (Mariano Llorente)
- 2008-2010 : Romanzo criminale : le Sarde (Antonio Gerardi) (11 épisodes)
- 2009-2011 : La Légende de Dick et Dom : personnages variés (Ian Kirkby)[12]
- 2010 : Les Enquêtes du commissaire Winter : Bengt Sellberg (Peter Carlberg)
- 2010 : 24 Heures chrono : Davros (Doug Hutchison)
- 2010 : Lie to Me : Ron Marshall (Tommy Flanagan) (saison 2, épisode 18)
- 2011 : Weeds : Foster « Chuck » Klein (Aidan Quinn)
- 2011 : Rex, chien flic : Moraris (Alberto Gimignani)
- 2011 : Castle : Pete Benton (Mark Harelik) (saison 4, épisode 6)
- 2011 : Damages : Trent Prowse (Jordan Lage) (saison 4, épisode 6)
- 2012 : Made in Jersey : Peter Singer (David Aaron Baker) (saison 1, épisode 8)
- 2012 : Les Experts : Jeffrey Fitzgerald (Roger Bart) (saison 12, épisode 13)
- 2012 : Mick Brisgau : Henri Durand (Mathieu Carrière) (saison 3, épisode 6)
- 2012 : Downton Abbey : Nield (Kenneth Bryans) et l'arbitre du tir à la corde (Shaun Hennessy) (saison 3, épisode 9)
- 2012-2014 : Parenthood : Jeff Wormley (Googy Gress)
- 2013 : King and Maxwell : Roy Smalls (Jim Byrnes) (saison 1, épisode 8)
- 2013 : Southland : le lieutenant Russo (Matt Beck) (saison 5, épisodes 1 et 6) et Hicks (Gerald McRaney) (5 épisodes)
- 2013 : Smash : Harvey Fierstein (Harvey Fierstein) (saison 2, épisode 2)
- 2013 : Arrow : Ted Gaynor (Ben Browder) (saison 1, épisode 11)
- 2013-2017 : House of Cards : Frank Underwood (Kevin Spacey)
- 2013-2018 : Major Crimes : le lieutenant Andy Flynn (Tony Denison) (2e voix, 95 épisodes)
- 2014 : Banshee : Jim Racine (Željko Ivanek)
- 2014-2019 : Gotham : le maire Aubrey James (Richard Kind)
- 2015 : Scream : le maire Quinn Maddox (Bryan Batt)
- 2015 : Fargo : Ronald Reagan (Bruce Campbell) (saison 2, épisodes 5 et 8)
- 2015 : Flynn Carson et les Nouveaux Aventuriers : Sesselman (John de Lancie) (saison 2, épisode 6)
- 2015-2017 : Jordskott, la forêt des disparus : Göran Wass (Göran Ragnerstam)
- 2015-2017 : Modus : Alfred Nyman (Björn Andersson) (4 épisodes)
- 2016 : Une nuit en enfer, la série : Burt (Tom Savini)
- 2016 : The OA : le shérif Stan Markham (Robert Morgan)
- 2016 : 22.11.63 : le général Edwin Walker (Gregory North) (mini-série)
- 2016 : The Five : Alan Wells (Michael Maloney)
- 2017 : Ballers : Wayne Hastings Jr. (Steve Guttenberg)
- 2017 : Training Day : Abel Cribbs (Jim Piddock)
- 2017 : Beowulf : Retour dans les Shieldlands : Lagrathorn (Ian Puleston-Davies)
- 2017 : Toute la vérité : Markus Zerner (Rudolf Kowalski)
- 2017 : American Gods : Paunch (Joel Murray) (saison 1, épisode 1)
- depuis 2017 : Good Doctor : Dr Aaron Glassman (Richard Schiff) (103 épisodes - en cours)
- 2018 : Riverdale : M. Lazenby (Jerry Wasserman)
- 2018 : The Handmaid's Tale : La Servante écarlate : le commandant Grinnell (Chris Gillett)
- 2018 : The First : Aaron Shultz (Bill Camp)
- 2018 : La Foire aux vanités : Sir Pitt Crawley (Martin Clunes) (mini-série)
- 2018 : Dr Harrow : Michael Wagner (Ivar Kants)
- 2018 : Chicago Police Department : Ronald Booth (Titus Welliver)
- 2018 : Brooklyn Nine-Nine : Boban le plombier (Steven Lee Allen) (saison 5, épisode 20)
- 2018-2020 : The Last Kingdom : Æthelhelm (Adrian Schiller)
- 2019 : Traitors : ? (?)
- 2019 : Bauhaus - Un temps nouveau : Rudolf Helm (Hanns Zischler) (mini-série)
- 2019 : The Crown : Edward Millward (Mark Lewis Jones)
- 2019 : MotherFatherSon : Craig Lewis (Lloyd Hutchinson) (mini-série)
- 2019 : Swamp Thing : Avery Sunderland (Will Patton)
- 2019 : Il Processo (it) : le juge Umberto Ventura (Giovanni Vettorazzo)
- 2019-2022 : This Is Us : Dave Malone (Tim Matheson) (4 épisodes)
- 2020 : Barbares : Aldarich (Arved Birnbaum) (saison 1)
- 2020 : L'Étoffe des héros : Robert Gilruth (Patrick Fischler)
- 2020 : Perry Mason : Maynard Barnes (Stephen Root) (saison 1)
- 2020 : Porte 7 (es) : Héctor « Lomito » Baldini (Carlos Belloso)
- 2020 : Miss Scarlet, détective privée (en) : le commissaire Stirling (Nick Dunning)
- 2021 : Le Serpent : Paul Siemons (Tim McInnerny) (mini-série)
- 2021 : Halston : David Mahoney (Bill Pullman) (mini-série)
- 2021 : Launchpad (en) : le guide (William Knight) (série de courts métrages)
- 2021 : Outer Banks : Frank Sumner (Tim Ware) (saison 2, épisode 9)
- 2021 : Schmigadoon! : ? (?) (saison 1, épisode 4)
- 2021 : The North Water (en) : Baxter (Tom Courtenay) (mini-série)
- 2021 : La Cuisinière de Castamar : Elías (Julio Jordán) (3 épisodes) et le prêtre [Qui ?] (épisode 12)
- 2021 : S.W.A.T. : Jeffrey Amesbury (Joseph Lyle Taylor) (saison 5, épisode 6)
- 2021 : Professeur T (en) : James Samson (Robert Cavanah) (saison 1, épisode 6)
- depuis 2021 : Commandant Bäckström : le commandant Evert Bäckström (Kjell Bergqvist)
- 2022 : La Chronique des Bridgerton : M. Brooks (Rupert Vansittart) (saison 2, épisode 5)
- 2022 : Anatomie d'un scandale : ? (?) (mini-série)
- 2022 : Clark : Olof Palme [Qui ?] (mini-série)
- 2022 : The First Lady : Franklin Roosevelt (Kiefer Sutherland) (mini-série)
- 2022 : Hot Skull : Fazıl Eryılmaz (Kubilay Tunçer) (mini-série)
- 2022 : Barbares : ? (?) (saison 2)
- 2022 : Inventing Anna : Alan Reed (Anthony Edwards) (mini-série)
- 2022 : The Undeclared War : John Yeabsley (Mark Rylance) (mini-série)
- 2022-2025 : Andor : Luthen Rael (Stellan Skarsgård) (18 épisodes)
- depuis 2022 : Slow Horses : Jackson Lamb (Gary Oldman)
- 2023 : Secret Invasion : le secrétaire général de l'ONU Sergio Caspani (Giampiero Judica) (mini-série)
- 2023 : Faux-semblants : Alan (Kevin McNally) (mini-série)
- 2023 : S.W.A.T. : l'agent de la DEA Mack Boyle (Timothy Hutton) (saison 6, épisodes 21 et 22)
- 2023 : Gabriel et ses petits démons (es) : Ernesto Lemus (Eugenio Montessoro)
- 2023-2024 : The Big Door Prize : Cary Hubbard (Jim Meskimen)
- 2024 : Detective Forst (en) : Leon Lowotarski (Jerzy Rogalski (en))
- 2024 : Sexy Beast (en) : Roger Riley (Ralph Brown)
- 2024 : Avatar, le dernier maître de l'air : l'avatar Roku (C. S. Lee)
- 2024 : Un homme, un vrai : Charlie Croker (Jeff Daniels) (mini-série)
- 2024 : Nautilus : Jericho Baker (Don Bridges) (saison 1, épisode 10)
- 2024 : A Gentleman in Moscow : Vasily (Daniel Cerqueira)
- 2024 : Blood Legacy (en) : le ministre Quinton Titus (Ruben Naidoo)
- 2025 : Zero Day : Dave McKenna (Joseph Adams) (mini-série)
- 2025 : The White Lotus : Chuck (Scott Galloway) (voix, saison 3)
- 2025 : Alien: Earth : Atom Eins (Adrian Edmondson)

#### Séries d'animation
- 1971[13] : Nolan : le chef des Warugi (épisode 6)
- 1973[14] : Willie Boy : Red Wingate
- 1986[15] : Ricky Star : Satanoir et M. Rocket
- 1995[16] : Neon Genesis Evangelion : membre de la Seele
- 1995 : Spirou : Saturnin Mardrus (épisode 32)
- 1998 : Michel Strogoff : voix additionnelles
- 1998 : Alix : voix additionnelles
- 1999 : Cybersix : Von Reichter
- 1999 : Tom et Sheenah : Bodeka
- 1999 : Harlock Saga : Alberich (OAV)
- 1999 : Starship Troopers : le lieutenant Razak
- 1999-2002 : Redwall : Cluny le Fléau et Salik le renard
- 2000 : Dieu, le diable et Bob : le Diable
- 2001 : Cartouche, prince des faubourgs : le Régent
- 2004-2005 : Monster : Max Steindorf (épisode 10) et Karel Ranke (épisodes 47, 48 et 50)
- 2006-2008 : Avatar, le dernier maître de l'air : Tho (2e voix), le chef des guerriers du Soleil et le directeur du Rocher Bouillant
- 2006-2016 : Grabouillon : Gonzague
- 2007 : Gurren Lagann : Anti Spirale
- 2007-2009 : Mobile Suit Gundam 00 : Ali al-Saachez, Homer Katagiri, Aeolia Schenberg et Ralph Eifman
- 2008 : Le Monde selon Tim : le président
- 2008-2009 : Spectacular Spider-Man : Otto Octavius / Dr Octopus
- 2009 : Wakfu : Botan Ficus (saison 1, épisode 9) et le vieux Sadida (saison 1, épisode 14)
- 2010-2013 : Planet Sheen : l'Empereur
- 2012[6] : JoJo's Bizarre Adventure : Phantom Blood : Wang Chan
- 2012 : La Légende de Korra : Gommu le vagabond (1re voix)
- 2014 : La Forêt de l'Étrange : M. Langtree
- 2015 : Mini Ninjas : le vénérable maître ninja
- 2016 : Pokémon Générations : Carmine
- 2017 : Ariol : M. Bégossian (2e voix, saison 2)
- 2018 : Teen Titans Go! : le commissaire Gordon (saison 5, épisode 9 - Les vraies origines)
- 2018 : Hero Mask : Geffrey Connor
- 2018-2020 : Our Cartoon President : Joe Biden
- 2019 : Love, Death & Robots : l'inspecteur (saison 1, épisode 9)
- 2019 : Révisions : Seiichirō Muta
- 2021 : So I'm a Spider, So What? : le professeur
- 2021 : Saturday Morning All Star Hits! : Dr Kotrelberg, M. Green, Rick Dag et voix additionnelles
- 2021 : Monstres et Cie : Au travail : le professeur Knight (saison 1, épisode 1)
- 2023 : Vinland Saga : Sverkel (doublage Netflix)
- 2023 : Agent Elvis : Richard Nixon
- 2023 : Invincible : Dr  Elias Brandyworth[17] (saison 2)
- 2024 : Tokyo Override : Yukio

### Jeux vidéo
- 2003 : Star Wars: Knights of the Old Republic : Maître Uthar Wynn
- 2005 : Star Wars: Knights of the Old Republic II: The Sith Lords : G0-T0
- 2005 : GoldenEye : Au service du mal : Dr Julius No
- 2006 : The Legend of Spyro: A New Beginning : Ignitus
- 2006 : Gothic 3 : ?
- 2006 : Anno 1701 : Gustav Eichendorff
- 2007 : Crysis : Michael Sykes dit « Psycho »
- 2007 : Heavenly Sword : Le roi Bohan
- 2007 : The Legend of Spyro: The Eternal Night : Ignitus
- 2007 : Spider-Man : Allié ou Ennemi : Docteur Octopus
- 2007 : Harry Potter et l'Ordre du phénix : Sirius Black
- 2007 : The Witcher : Roderick de Wett
- 2007 : Pirates des Caraïbes : Jusqu'au bout du monde : Bill Turner[18]
- 2008 : Crysis Warhead : Michael Sykes dit « Psycho »
- 2008 : Fable 2 : Lucien Fairfax
- 2008 : Mirror's Edge : Agent Miller
- 2008 : La Légende de Spyro : Naissance d'un dragon : Ignitus
- 2008 : Fallout 3 : Jackson (DLC The Pitt)
- 2008 : Kung Fu Panda : Maître Shifu
- 2009 : inFamous : Kessler
- 2009 : Call of Duty: Modern Warfare 2 : Overlord
- 2009 : Uncharted 2: Among Thieves : Zoran Lazarevic (voix principale)
- 2009 : Assassin's Creed II : voix additionnelles[n 8]
- 2010 : Halo: Reach : voix additionnelles
- 2011 : Warhammer 40,000 : Space Marine : l'inquisiteur Drogan
- 2011 : Call of Duty: Modern Warfare 3 : Overlord
- 2011 : The Elder Scrolls V: Skyrim : Alduin, Felldir l'Ancien, Ulfric Sombrage et Malacath[n 8]
- 2011 : Batman : Arkham City : Calendar Man
- 2011 : Star Wars: The Old Republic : le General Rakton le surveillant Harkun[n 8]
- 2012 : Epic Mickey 2 : Le Retour des héros : Gus[n 8]
- 2012 : Borderlands 2 : Des maraudeurs et des goliaths
- 2013 : Final Fantasy XIV  : Lahabrea
- 2013 : BioShock Infinite : Preston E. Downs et Mansfield
- 2013 : Batman: Arkham Origins : Hank, un invité de Jack Ryder
- 2013 : Disney Infinity : Strip « Le King » Weathers
- 2014 : Call of Duty: Advanced Warfare : Jonathan Irons
- 2014 : Dragon Age Inquisition: Le Maître de Chasse (DLC Les Crocs d'Hakkon)
- 2014 : Lego Le Hobbit : Radagast
- 2015 : The Order: 1886 : Perceval
- 2015 : Heroes of the Storm : Seigneur Corbeau
- 2015 : Assassin's Creed Syndicate : voix additionnelles[n 8]
- 2016 : Doom : Dr Samuel Hayden[n 8]
- 2016 : Uncharted 4: A Thief's End : Zoran Lazarevic (multijoueur uniquement)
- 2016 : Dishonored 2 : des civils, l'imprimeur, Vasco et le Maître Espion dans le Grand Vide[n 8]
- 2016 : Deus Ex: Mankind Divided : Nathaniel Brown
- 2017 : Final Fantasy XV : épisode Gladiolus : âmes perdues[n 8]
- 2017 : La Terre du Milieu : L'Ombre de la guerre : Zog l'Éternel[n 8]
- 2017 : Dishonored : La Mort de l'Outsider : Cristofer Jeorge, des domestiques et des civils[n 8]
- 2017 : Assassin's Creed Origins : voix additionnelles[n 8]
- 2019 : Death Stranding : le docteur
- 2020 : Doom Eternal : Dr Samuel Hayden[n 8]
- 2020 : Final Fantasy VII Remake : Heidegger
- 2022 : Horizon Forbidden West : Fane et voix additionnelles
- 2023 : Resident Evil 4 : Osmund Saddler[n 8]
- 2023 : Star Wars Jedi: Survivor : le sénateur Sejan[n 8]
- 2023 : Final Fantasy XVI : Ignác et un conseiller Sangbréquois
- 2023 : Cyberpunk 2077 : Phantom Liberty : M. Hands
- 2024 : Final Fantasy VII Rebirth : Heidegger

### Fictions audio
- X-Files - Première partie (X-Files : Les nouvelles affaires non classées) (Audible, novembre 2017) : Sous-Directeur Walter Skinner
- X-Files - Deuxième partie (X-Files : Les nouvelles affaires non classées 2) (Audible, février 2018) : Sous-Directeur Walter Skinner
- Alien : La Mer des Désolations (Audible, décembre 2018) : Sergent Chef Manning